# Eugène Bourdon
Eugène Bourdon (8. dubna 1808 Paříž, Francie – 29. září 1884) byl francouzský fyzik, hodinář a inženýr. V roce 1849 zkonstruoval dodnes používané zařízení pro měření tlaku, tzv. Bourdonova trubice.
Bourdon založil společnost Bourdon Sedeme Company vyrábějící jeho vynález. Americká patentová práva v roce 1852 koupil Edward Ashcroft.